# ملكة جمال الكون 2012
'ملكة جمال الكون 2012 هي مسابقة ملكة جمال الكون الواحدة والستين في تاريخ مسابقة ملكة جمال الكون منذ انطلاقتها عام 1952، عقدت المسابقة في 19 ديسمبر 2012 في مسرح زابوس، لاس فيغاس، نيفادا، الولايات المتحدة. في نهاية الحدث توجت أوليفيا كولبو من الولايات المتحدة من قبل ملكة جمال الكون السابقة ليلى لوبيز من أنغولا، شهدت هذه المسابقة مشاركة 89 متسابقة هذا العام، من الدول العربية المشاركة هما ملكة جمال لبنان وملكة جمال مصر
تفاوضت جمهورية الدومينيكان مع منظمة ملكة جمال الكون لتنظيم المسابقة في بونتا كانا، لكنها لم تُمنح حقوق الاستضافة بسبب عدم تمكن الدولة من تلبية المتطلبات التي طلبتها منظمة ملكة جمال الكون. تسبب الدعم من جمهورية الدومينيكان في قيام منظمة ملكة جمال الكون باستضافة المسابقة في لاس فيغاس، نيفادا في ديسمبر في انحراف عن المواعيد المعتادة في منتصف العام للمسابقة.

## النتائج

### المراكز النهائية

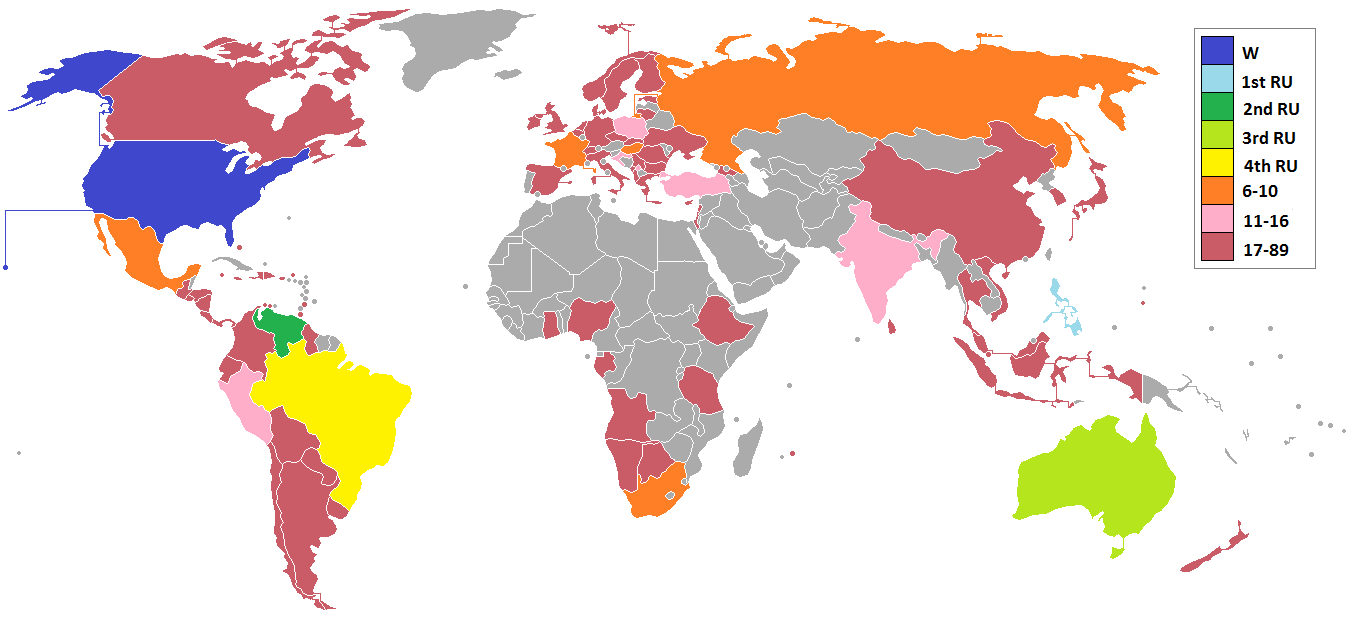
البلدان والأقاليم التي أرسلت المندوبين والنتائج لملكة جمال الكون 2012

| النتائج النهائية     | متنافسات |
| -------------------- | --- |
| ملكة جمال الكون 2012 | - الولايات المتحدة - اوليفيا كالبو |
| الوصيفة الأولى       | - الفلبين - جانين توغونون |
| الوصيفة الثانية      | - فنزويلا - إيرين إسر |
| الوصيفة الثالثة      | - أستراليا - ريناي أيريس |
| الوصيفة الرابعة      | - البرازيل - غابرييلا ماركوس |
| أفضل 10              | - فرنسا - ماري باييه - المجر - أغنيس كونكولي - المكسيك - كارينا غونزاليس - روسيا - إليزافيتا غولوفانوفا - جنوب أفريقيا - مليندا بام                    |
| أفضل 16              | - كرواتيا - إليزابيتا بورغ - الهند - شيلبا سينغ - كوسوفو - ديانا أفدي - بيرو - نيكول فافيرون - بولندا - مارسيلينا زافادزكا - تركيا - تشال أوزكه أوزكول |

### ترتيب إعلان
| 1. فنزويلا 2. تركيا 3. فرنسا 4. بيرو 5. روسيا 6. المكسيك 7. بولندا 8. المجر 9. جنوب أفريقيا 10. الفلبين 11. كرواتيا 12. البرازيل 13. كوسوفو 14. أستراليا 15. الهند 16. الولايات المتحدة | 1. أستراليا 2. روسيا 3. البرازيل 4. فرنسا 5. فنزويلا 6. الولايات المتحدة 7. المجر 8. جنوب أفريقيا 9. المكسيك 10. الفلبين | 1. فنزويلا 2. الفلبين 3. أستراليا 4. الولايات المتحدة 5. البرازيل |  |

## المتسابقات
تنافست 89 متسابقة على لقب ملكة جمال الكون 2012:
| البلد / الإقليم                       | المتسابق               | العمر | ارتفاع القامة          | مسقط الرأس             |
| ------------------------------------- | ---------------------- | ----- | ---------------------- | ---------------------- |
| ألبانيا [الإنجليزية]                  | أدرولا دوشي            | 19    | 1.79 م (5 قدم 10 بوصة) | روشين                  |
| أنغولا                                | مارسيلينا فاهيكيني     | 22    | 1.77 م (5 قدم 10 بوصة) | اوندجيفا [الإنجليزية]  |
| الأرجنتين [الإنجليزية]                | كاميلا سولورزانو أيوسا | 23    | 1.79 م (5 قدم 10 بوصة) | توكومان                |
| أروبا [الإنجليزية]                    | ليزا هيلدر             | 23    | 1.82 م (6 قدم 0 بوصة)  | أورنجستاد              |
| أستراليا [الإنجليزية]                 | ريناي أيريس            | 22    | 1.78 م (5 قدم 10 بوصة) | برث                    |
| باهاماس [الإنجليزية]                  | سيليست مارشال          | 20    | 1.80 م (5 قدم 11 بوصة) | ناساو                  |
| بلجيكا [الإنجليزية]                   | لورا برين              | 20    | 1.72 م (5 قدم 8 بوصة)  | إقليم بروكسل العاصمة   |
| بوليفيا [الإنجليزية]                  | يسيكا موتون            | 24    | 1.73 م (5 قدم 8 بوصة)  | سانتا كروز دي لا سييرا |
| بوتسوانا [الإنجليزية]                 | شيلاة موليليكوا        | 19    | 1.76 م (5 قدم 9 بوصة)  | غابورون                |
| البرازيل ‏                             | غابرييلا ماركوس        | 24    | 1.80 م (5 قدم 11 بوصة) | توتونيا                |
| الجزر العذراء البريطانية [الإنجليزية] | أبيجيل هايندمان        | 22    | 1.73 م (5 قدم 8 بوصة)  | رود تاون               |
| بلغاريا [الإنجليزية]                  | زانا يانيفا            | 23    | 1.76 م (5 قدم 9 بوصة)  | صوفيا                  |
| كندا                                  | أدووا يامواه           | 26    | 1.75 م (5 قدم 9 بوصة)  | كالغاري                |
| جزر كايمان [الإنجليزية]               | ليندسي جابال           | 24    | 1.74 م (5 قدم 9 بوصة)  | جورج تاون              |
| تشيلي                                 | آنا لويزا كينج         | 22    | 1.77 م (5 قدم 10 بوصة) | سانتياغو               |
| الصين [الإنجليزية]                    | شو جدان                | 22    | 1.82 م (6 قدم 0 بوصة)  | شانغهاي                |
| كولومبيا [الإنجليزية]                 | دانييلا ألفاريز        | 24    | 1.75 م (5 قدم 9 بوصة)  | بارانكيا               |
| كوستاريكا [الإنجليزية]                | نازاريث كاسكانتي       | 22    | 1.73 م (5 قدم 8 بوصة)  | ألاخويلا               |
| كرواتيا [الإنجليزية]                  | إليزابيتا بورغ         | 19    | 1.78 م (5 قدم 10 بوصة) | فربانيا                |
| كوراساو [الإنجليزية]                  | مونيفا يانسن           | 19    | 1.74 م (5 قدم 9 بوصة)  | ويلمستاد               |
| قبرص [الإنجليزية]                     | إيوانا ياناكو          | 19    | 1.73 م (5 قدم 8 بوصة)  | بافوس                  |
| التشيك                                | تيريزا شليبوفسكا       | 22    | 1.75 م (5 قدم 9 بوصة)  | كرنوف                  |
| الدنمارك                              | جوزفين هيويت           | 19    | 1.76 م (5 قدم 9 بوصة)  | إيسبيرغ                |
| جمهورية الدومينيكان [الإنجليزية]      | دولسيتا ليجي           | 23    | 1.81 م (5 قدم 11 بوصة) | سانتو دومينغو          |
| الإكوادور [الإنجليزية]                | كارولينا أغيري         | 19    | 1.78 م (5 قدم 10 بوصة) | غواياكيل               |
| السلفادور                             | آنا يانسي كلافيل       | 20    | 1.74 م (5 قدم 9 بوصة)  | سان سلفادور            |
| إستونيا [الإنجليزية]                  | ناتالي كورنيتسيك       | 23    | 1.80 م (5 قدم 11 بوصة) | تالين                  |
| إثيوبيا [الإنجليزية]                  | هيلين جيتاشيو          | 22    | 1.76 م (5 قدم 9 بوصة)  | أديس أبابا             |
| فنلندا [الإنجليزية]                   | سارا شفق               | 22    | 1.72 م (5 قدم 8 بوصة)  | هلسنكي                 |
| فرنسا                                 | ماري باييه             | 20    | 1.78 م (5 قدم 10 بوصة) | سان دوني               |
| الغابون [الإنجليزية]                  | شانا ديفوفي            | 21    | 1.75 م (5 قدم 9 بوصة)  | محافظة نغوني ‏          |
| جورجيا                                | تمار شيدانيا           | 20    | 1.78 م (5 قدم 10 بوصة) | زوغديدي                |
| ألمانيا [الإنجليزية]                  | أليسيا أندمان          | 23    | 1.76 م (5 قدم 9 بوصة)  | هامبورغ                |
| غانا [الإنجليزية]                     | جيفتي أوفوري           | 24    | 1.77 م (5 قدم 10 بوصة) | أكرا                   |
| بريطانيا العظمى [الإنجليزية]          | هولي ويليام            | 22    | 1.82 م (6 قدم 0 بوصة)  | لنلي [الإنجليزية]      |
| اليونان                               | فاسيليكي تسيروغياني    | 24    | 1.77 م (5 قدم 10 بوصة) | سالونيك                |
| غوام [الإنجليزية]                     | أليسا كروز أغويرو      | 24    | 1.80 م (5 قدم 11 بوصة) | باريغادا               |
| غواتيمالا [الإنجليزية]                | لورا غودوي             | 24    | 1.74 م (5 قدم 9 بوصة)  | غواتيمالا              |
| غويانا                                | رقية بوير              | 22    | 1.76 م (5 قدم 9 بوصة)  | جورج تاون              |
| هايتي [الإنجليزية]                    | جاك كريستيلا           | 19    | 1.78 م (5 قدم 10 بوصة) | بيتيونفيل              |
| هندوراس [الإنجليزية]                  | جينيفر اندرادي         | 24    | 1.57 م (5 قدم 2 بوصة)  | تيغوسيغالبا            |
| المجر [الإنجليزية]                    | أغنيس كونكولي          | 25    | 1.73 م (5 قدم 8 بوصة)  | بودابست                |
| الهند                                 | شيلبا سينغ             | 23    | 1.72 م (5 قدم 8 بوصة)  | ساماستيبور             |
| إندونيسيا                             | ماريا سيلينا           | 22    | 1.78 م (5 قدم 10 بوصة) | سمارانغ                |
| جمهورية أيرلندا [الإنجليزية]          | أدريان ميرفي           | 22    | 1.77 م (5 قدم 10 بوصة) | دبلن                   |
| إسرائيل                               | لينا مخولي             | 19    | 1.80 م (5 قدم 11 بوصة) | حيفا                   |
| إيطاليا                               | غراتسيا ماريا بينتو    | 24    | 1.78 م (5 قدم 10 بوصة) | قطانية                 |
| جامايكا                               | شانتال زكي             | 24    | 1.76 م (5 قدم 9 بوصة)  | بورت أنطونيو           |
| اليابان [الإنجليزية]                  | أياكو هارا             | 24    | 1.70 م (5 قدم 7 بوصة)  | سنداي                  |
| كوريا                                 | لي سيونغ هاي           | 24    | 1.70 م (5 قدم 7 بوصة)  | سول                    |
| كوسوفو [الإنجليزية]                   | ديانا أفديو            | 19    | 1.74 م (5 قدم 9 بوصة)  | ميتروفيتسا             |
| لبنان                                 | رينا شيباني            | 21    | 1.78 م (5 قدم 10 بوصة) | زحلة                   |
| ليتوانيا [الإنجليزية]                 | غريتا ميكالوسكيتي      | 19    | 1.75 م (5 قدم 9 بوصة)  | شياولياي               |
| ماليزيا                               | كيمبرلي ليجيت          | 19    | 1.78 م (5 قدم 10 بوصة) | بينانق                 |
| موريشيوس                              | أميكشا ديلشاند         | 26    | 1.76 م (5 قدم 9 بوصة)  | كوريبيب                |
| المكسيك                               | كارينا غونزاليس        | 21    | 1.76 م (5 قدم 9 بوصة)  | مدينة أغواسكاليينتس    |
| الجبل الأسود [الإنجليزية]             | أندريا رادونجيك        | 20    | 1.80 م (5 قدم 11 بوصة) | بودغوريتسا             |
| ناميبيا [الإنجليزية]                  | تساكانا نكانديه        | 22    | 1.74 م (5 قدم 9 بوصة)  | ويندهوك                |
| هولندا                                | ناتالي دن ديكر         | 22    | 1.73 م (5 قدم 8 بوصة)  | أمستلفين               |
| نيوزيلندا [الإنجليزية]                | تاليا بينيت            | 26    | 1.73 م (5 قدم 8 بوصة)  | أوكلاند                |
| نيكاراجوا [الإنجليزية]                | فرح اسلاكيت            | 21    | 1.73 م (5 قدم 8 بوصة)  | لا كونسيبسيون          |
| نيجيريا                               | إيزابيلا أيوك          | 26    | 1.80 م (5 قدم 11 بوصة) | ايكوم                  |
| النرويج [الإنجليزية]                  | سارة نيكول أندرسن      | 20    | 1.75 م (5 قدم 9 بوصة)  | أوسلو                  |
| بنما                                  | ستيفاني فاندر فرف      | 26    | 1.79 م (5 قدم 10 بوصة) | بنما                   |
| باراغواي [الإنجليزية]                 | إغني إيكرت             | 25    | 1.83 m (6 ft 1 in)     | لوكي                   |
| بيرو [الإنجليزية]                     | نيكول فافيرون          | 24    | 1.83 م (6 قدم 0 بوصة)  | إكيتوس                 |
| الفلبين                               | جانين توغونون          | 23    | 1.72 م (5 قدم 8 بوصة)  | أوريون                 |
| بولندا                                | مارسيلينا زافادزكا     | 23    | 1.80 م (5 قدم 11 بوصة) | مالبورك                |
| بورتوريكو [الإنجليزية]                | بودين كوهلر            | 20    | 1.83 م (6 قدم 0 بوصة)  | سان خوان               |
| رومانيا [الإنجليزية]                  | ديليا دوكا             | 26    | 1.83 م (6 قدم 0 بوصة)  | براشوف                 |
| روسيا                                 | إليزافيتا غولوفانوفا   | 19    | 1.78 م (5 قدم 10 بوصة) | سمولينسك               |
| صربيا [الإنجليزية]                    | برانيسلافا مانديش      | 21    | 1.78 م (5 قدم 10 بوصة) | تشوروغ                 |
| سنغافورة ‏                             | لين تان                | 24    | 1.73 م (5 قدم 8 بوصة)  | سنغافورة               |
| سلوفاكيا                              | بانوبيكا ستيبانوفا     | 24    | 1.76 م (5 قدم 9 بوصة)  | بريفيدزا               |
| جنوب أفريقيا [الإنجليزية]             | مليندا بام             | 23    | 1.70 م (5 قدم 7 بوصة)  | بريتوريا               |
| إسبانيا                               | أندريا هويسجن          | 22    | 1.81 م (5 قدم 11 بوصة) | برشلونة                |
| سريلانكا [الإنجليزية]                 | سابرينا هيرفت          | 25    | 1.74 م (5 قدم 9 بوصة)  | كولمبو                 |
| ملكة جمال سانت لوسيا                  | تارا إدوارد            | 25    | 1.78 م (5 قدم 10 بوصة) | جزيرة جورس             |
| السويد [الإنجليزية]                   | هاني بيرونيوس          | 22    | 1.74 م (5 قدم 9 بوصة)  | غوتنبرغ                |
| سويسرا [الإنجليزية]                   | ألينا بوتشاشر          | 21    | 1.72 م (5 قدم 8 بوصة)  | برن                    |
| تنزانيا [الإنجليزية]                  | وينفريدا دومينيك       | 19    | 1.79 م (5 قدم 10 بوصة) | دار السلام             |
| تايلاند [الإنجليزية]                  | فريدة والر             | 19    | 1.72 م (5 قدم 8 بوصة)  | محافظة كرابي           |
| ترينيداد وتوباغو                      | أفيون مارك             | 23    | 1.80 م (5 قدم 11 بوصة) | ترينيداد               |
| تركيا                                 | تشايل أوزجي أوزكول     | 24    | 1.80 م (5 قدم 11 بوصة) | أنقرة                  |
| أوكرانيا                              | أناستازيا تشيرنوفا     | 19    | 1.77 م (5 قدم 10 بوصة) | خاركيف                 |
| أوروغواي [الإنجليزية]                 | كاميلا فيزوسو          | 19    | 1.74 م (5 قدم 9 بوصة)  | أرتيغاس                |
| الولايات المتحدة                      | اوليفيا كالبو          | 20    | 1.66 م (5 قدم 5 بوصة)  | كرانستون               |
| فنزويلا                               | إيرين إسر              | 21    | 1.79 م (5 قدم 10 بوصة) | ريو كاريبي             |
| فيتنام [الإنجليزية]                   | لوو ثي ديم هونغ        | 22    | 1.75 م (5 قدم 9 بوصة)  | مدينة هو تشي منه       |

1. يسرد هذا العمود عمر المتسابق المعني كما هو موضح على موقع Miss Universe الرسمي.

## منظمة
تفاوضت جمهورية الدومينيكان مع منظمة ملكة جمال الكون لتنظيم المسابقة في بونتا كانا، لكنها لم تُمنح حقوق الاستضافة بسبب عدم تمكن الدولة من تلبية المتطلبات التي طلبتها منظمة ملكة جمال الكون، تسبب الدعم من جمهورية الدومينيكان في استضافة المسابقة في لاس فيجاس نيفادا في ديسمبر في انحراف عن الجدول الزمني المعتاد في منتصف العام للمسابقة.

## القضاة

### مسابقة أولية
- كارلوس أنايا
- بيفرلي فرانك
- دوان غازي
- مايكل غرينوالد
- جيمي نجوين
- كورين نيكولاس
- ايمي سادوسكي
- كريستل ستيوارت - ملكة جمال الولايات المتحدة الأمريكية 2008 من تكساس

- المصدر:

### البث النهائي
- نايجل باركر - مصور أزياء ومضيف The Face [173]
- دييغو بونيتا - مغني وممثل وكاتب أغاني من المكسيك
- سكوت ديسك - رجل أعمال ورائد أعمال ونجم واقع في مواكبة عائلة كارداشيان
- براد جوريسكي - مصمم أزياء ونجم واقع في فيلم It's a Brad، Brad World
- كلوديا جوردان - ملكة جمال مراهقات رود آيلاند الولايات المتحدة الأمريكية 1990 وملكة جمال رود آيلاند الولايات المتحدة الأمريكية 1997
- ماساهارو موريموتو - شيف ونجم الشيف الحديدي وأيرون شيف أمريكا من اليابان [174]
- زيمينا نافاريتي - ملكة جمال الكون 2010 من المكسيك
- بابلو ساندوفال - لاعب بيسبول محترف من فنزويلا
- ليزا فاندربامب - نجمة الواقع في ربات البيوت الحقيقيات في بيفرلي هيلز
- كيري والش جينينغز - لاعب كرة طائرة شاطئي محترف وحاصل على الميدالية الذهبية الثلاثية في الألعاب الأولمبية الصيفية

### مشاركون لأول مرة
- الغابون
- ليتوانيا

### عائدون
- آخر مشاركة في 2009:
  -  بلغاريا
  -  إثيوبيا
  -  ناميبيا
- آخر مشاركة في 2010:
  -  النرويج

### بدائل
- كندا - تم استبدال سحر بينياز بـ Adwoa Yamoah، الوصيفة الأولى لملكة جمال الكون كندا 2012 لأن الفائزة الأصلية، سحر، اضطرت إلى الانسحاب بسبب إصابة في القدم.
- قبرص - تم استبدال Ntaniella Kefala بـ Ioánna Yiannakoú الوصيفة الثانية لـ Star Cyprus 2012 لأسباب لم يكشف عنها.
- جمهورية الدومينيكان - تم عزل كارولا دوران بعد ظهور تقارير عن زواج سابق في عام 2009.[175] تم استبدالها بـ Dulcita Lynn Lieggi وهي الوصيفة الأولى لملكة جمال Republica Dominicana 2012.
- إستونيا - تم استبدال Kätlin Valdmets بـ Natalie Korneitsik، الوصيفة الأولى لمسابقة Eesti Miss Estonia 2012 بسبب عدم قدرة Katlin على السفر للمشاركة.[176]
- فرنسا - دلفين ويسبايزر بسبب ملكة جمال الكون 2012 المتضاربة مع ملكة جمال فرنسا 2013، والتي عقدت في 8 ديسمبر. تم استبدالها بماري باييه، الوصيفة الثانية لملكة جمال فرنسا لعام 2012.[177]
- الغابون - تم استبدال ماري نويل آدا بـ Channa Divouvi، الوصيفة الأولى لملكة جمال الغابون 2011 بسبب عدم تمكن ماري من حضور كل من مسابقة ملكة جمال الجابون وملكة جمال الجابون 2012.
- الهند - استقال أورفاشي راوتيلا بسبب جدل حول السن. تم استبدالها بشيلبا سينغ، الوصيفة الأولى من أنا هي 2012.[178] فازت أورفاشي راوتيلا لاحقًا بلقب Miss Diva 2015 ومثلت الهند في ملكة جمال الكون 2015 حيث لم تكن في مكانها.
- نيوزيلندا - تم استبدال أفيانكا بوم بتاليا بينيت، الوصيفة الأولى لملكة جمال الكون في نيوزيلندا 2012، بعد رفض طلبها للحصول على الجنسية النيوزيلندية.[115]

### التعيينات
- أروبا - تم تعيين ليزا نيريلين هيلدر «ملكة جمال الكون أروبا 2012» بعد أن حصلت مارينوس فيجيريف على حق الامتياز وأصبحت المديرة الوطنية الجديدة لملكة جمال الكون في أروبا.[179]
- كوراساو - تم تعيين مونيفا يانسن لتمثيل كوراساو بعد أن لم تتمكن من المنافسة في عام 2011 لأنها لم تستوف الحد الأدنى للسن.
- الدنمارك - تم تعيين جوزفين هيويت «ملكة جمال العالم الدنمارك 2012» بعد إجراء مكالمة مسبقة.
- ألمانيا - عينت كيم كوتر، المديرة الوطنية لملكة جمال الكون في ألمانيا، أليسيا إندمان «ملكة جمال ألمانيا لعام 2012».
- هايتي - تم تعيين كريستيلا جاك «ملكة جمال هايتي لعام 2012» بعد إجراء مكالمة مسبقة.
- ليتوانيا - تم تعيين غريتا ميكالوسكيتي لتمثيل ليتوانيا. كانت الوصيفة الأولى في مسابقة ملكة جمال ليتوانيا 2012.
- هولندا - عينت كيم كوتر، المديرة الوطنية لملكة جمال الكون في هولندا، ناتالي دين ديكر «ملكة جمال هولندا لعام 2012». شاركت سابقًا في مسابقة ملكة جمال العالم 2012، حيث احتلت المركز الخامس عشر.
- بيرو - تم تعيين نيكول فافيرون «ملكة جمال بيرو 2012»، وكانت الوصيفة الأولى في مسابقة ملكة جمال بيرو 2011.
- صربيا - تم تعيين برانسلافا مانديتش لتمثيل صربيا. كانت الوصيفة الثانية في مسابقة ملكة جمال صربيا 2011.
- فيتنام - تم تعيين Lưu Thị Diễm Hương لتمثيل فيتنام من قبل Unicorp. كانت ملكة جمال فيتنام العالمية 2010. تم منح الإذن من قبل وزارة الثقافة الفيتنامية، التي تجيز التمثيل الدولي للأمة في الأحداث من أي نوع. طلقت Luu Thi Diem Huong مؤخرًا وتزوجت في عام 2011. كذبت على يونيكورب من أجل التنافس في ملكة جمال الكون. Luu Thi Diem Huong هي أول ملكة جمال لفيتنام تزوجت لكنها تنافست في ملكة جمال الكون.

### الانسحابات
- مصر - لم ترسل مصر مندوباً لعدم وجود رعاة لمسابقة عام 2012.
- كازاخستان - انسحبت أينور توليوفا لأنها لم تستوف شرط الحد الأدنى للسن.
- البرتغال - لم يتم عقد مسابقة ملكة جمال الكون البرتغال 2012 بسبب خسارة الامتياز حتى عام 2013. ستعود البرتغال إلى ملكة جمال الكون في عام 2014.
- سلوفينيا - خسر منظمو المسابقة الوطنية الرئيسية "Delo Revije"، وهي شركة مجلات، ترخيص الامتياز بسبب إفلاس الشركة المقدم في عام 2011.[180]
- Turks and Caicos
- US Virgin Islands

## المدينة المضيفة

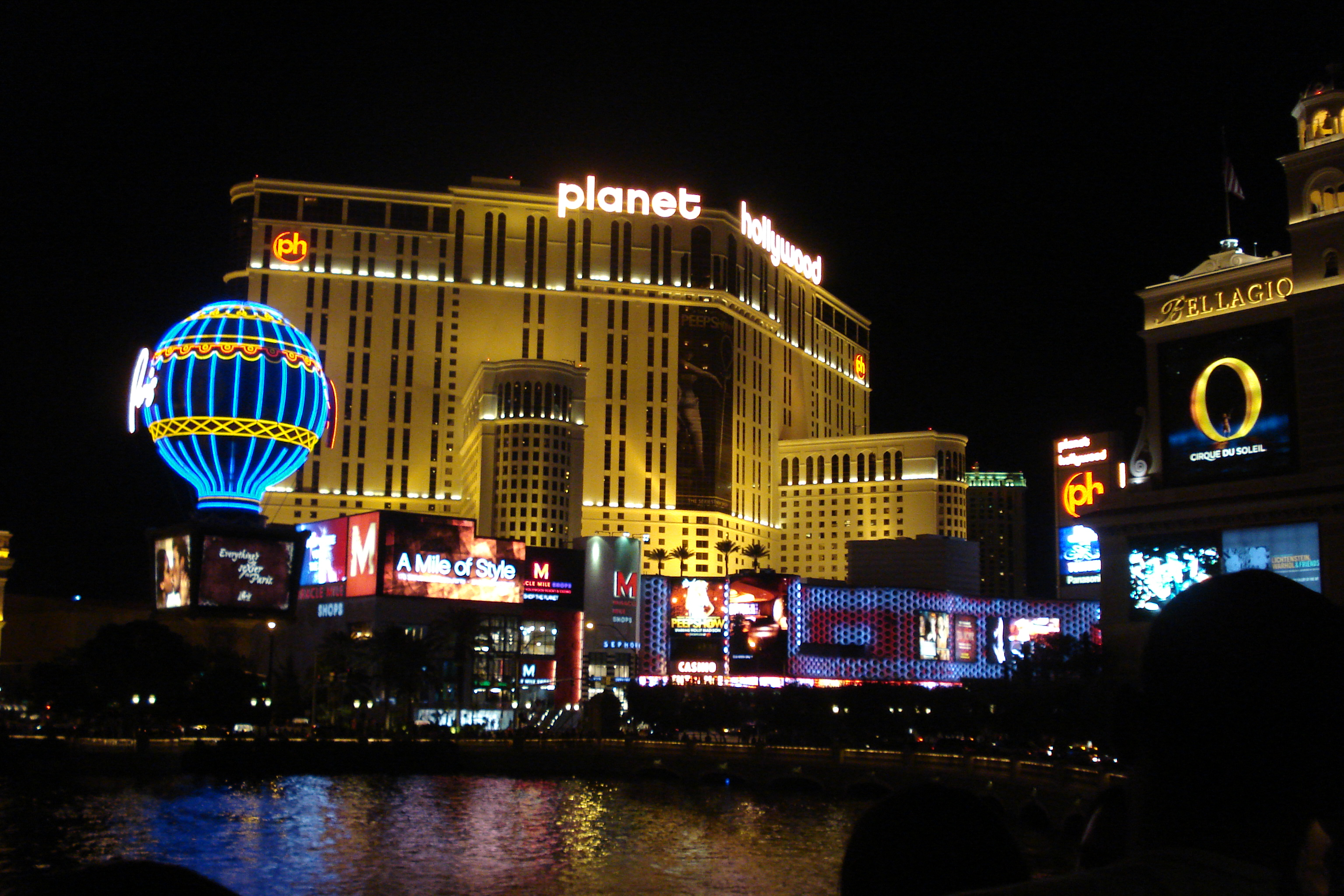
منتجع وكازينو بلانيت هوليوود، لاس فيجاس، نيفادا، مكان ملكة جمال الكون 2012

كانت ملكة جمال الكون تكافح للعثور على مكان لمسابقة هذا العام، وفي مارس 2012 تم الإعلان عن نقل المسابقة إلى ديسمبر لأن هيئة الإذاعة الوطنية لم تتمكن من بث المسابقة في نفس الوقت مثل الألعاب الأولمبية الصيفية 2012 والانتخابات الرئاسية للولايات المتحدة.
في أبريل 2012 أُعلن أن بنغلاديش ستستضيف المسابقة في 13 ديسمبر، وفي يوليو 2012 أعلن رئيس بنجلاديش أنهم لن يستضيفوا المسابقة بسبب القيود المالية.
ترددت شائعات بأن غوادالاخارا من المكسيك وجزيرة مارغريتا من فنزويلا وصن سيتي بجنوب إفريقيا وجاكرتا الإندونيسية ستستضيف المنافسة، ولكن في أغسطس 2012 تلقت حكومة الدومينيكان اقتراحًا من منظمة ملكة جمال الكون لاستضافة المسابقة في 11 ديسمبر. وكانت جمهورية الدومينيكان قد استضافت مرة مسابقة ملكة جمال الكون عام 1977 في سانتو دومينغو، حيث كانت منظمة Miss Universe تفكر في استضافة الليلة الأخيرة في منتجع وكازينو هارد روك في بونتا كانا. ومع ذلك قالت حكومة الدومينيكان إن البلاد لم تكن قادرة على تقديم أي نوع من المساعدة المالية للمسابقة.
أخيرًا في سبتمبر 2012 أكدت منظمة Miss Universe أن مسابقة ملكة جمال الكون لعام 2012 ستقام في منتجع وكازينو بلانيت هوليوود في لاس فيجاس نيفادا في 19 ديسمبر، وكانت هذه هي المرة الرابعة التي تقام فيها مسابقة ملكة جمال الكون في لاس فيجاس والمرات الثلاث الأخرى كانت في 1991 و1996 و2010.

## الروابط الخارجية
- موقع ملكة جمال الكون الرسمي